# كيفن كوردون
كيفن كوردون (مواليد 28 نوفمبر 1986) هو لاعب ريشة طائرة من غواتيمالا شارك في 4 ألعاب أولمبية 2008،2012،2016،2020.